# Ján Klinovský
Ján Klinovský (ur. 18 czerwca 1905 w Bobrowie, zm. 17 września 1944 w Hájnikach, dzielnicy Sliača) – słowacki ekonomista, przewodniczący Towarzystwa Zbożowego na Słowacji.

## Życiorys
Pochodził z Orawy na pograniczu polsko-słowackim. Często bywał po stronie polskiej, znał język polski. Studiował inżynierię handlową w Pradze. Początkowo był zwolennikiem Milana Hodžy i jego partii rolnicznej, później Karola Sidora. Dzięki niemu został kierownikiem spółki zbożowej, zajmującej się eksportem zbóż. W latach 1943–1944 był redaktorem tygodnika gospodarczego „Budovátel”.
W czasie II wojny światowej wykorzystywał swoje wpływy do pomocy polskim partyzantom (m.in. zwalniania ich z aresztu) oraz współpracy z ruchem oporu. Podczas podróży służbowych m.in. przewoził do Szwajcarii pocztę warszawskiej Delegatury Rządu na Kraj do Poselstwa RP w Bernie oraz odbierał korespondencję z komórki polskiego podziemia w Budapeszcie i przewoził ją do Bratysławy. Pomagał w przerzutach obywateli polskich przez Słowację na Węgry, m.in. poprzez pomoc w uzyskiwaniu słowackich dokumentów. Przekazywał Polakom pieniądze z kierowanej przez siebie spółki. Po zajęciu Węgier przez Niemców w marcu 1944 Klinovský brał udział w ewakuacji członków Armii Krajowej z Budapesztu. W ten sposób do Bratysławy trafił m.in. historyk Wacław Felczak. Działalność Klinovskiego wzbudzała podejrzenia Niemców.
Po wybuchu słowackiego powstania narodowego w sierpniu 1944 trafił na terytorium powstańców. Na przełomie sierpnia i września 1944 znajdował się w uzdrowisku Sliač. Został tam schwytany przez grupę bandytów podających się za powstańców i zamordowany wraz z dziesięcioma innymi osobami na moście na rzece Hron w dzielnicy Hájnik. Wydarzenie odbiło się szerokim echem na terytorium ogarniętym powstaniem. Zostało potępione przez opinię publiczną oraz słowacką Radę Narodową.
W 2021 Klinovský został uhonorowany nadawanym przez Prezydenta RP Medalem Virtus et Fraternitas. Uroczysta dekoracja odbyła się 15 czerwca 2022.